# Сарпанг
Сарпанг (дзонґ-ке གསར་སྤང་ར, Вайлі: gsar spang, лат. Sarbhang) — місто в Бутані на кордоні з Індією, адміністративний центр дзонгхагу Сарпанг.
З півночі в Сарпанг веде дорога з Пунакха через Вангді-Пходранг і Дампху. Інша дорога проходить уздовж кордону на схід і з'єднує Сарпанг з найбільшим містом дзонгхагу — Гелепху. До аеропорту Паро приблизно 100 км. У червні 2011 планувалось відкриття аеропорту Гелепху для місцевих перевезень.
Населення міста становить 2619 осіб (за переписом 2005 р.), а за оцінкою 2012 — 2966 осіб.